# ستان إيرل
ـستان إيرل (بالإنجليزية: Stan Earle)‏ (6 سبتمبر 1897 بلندن في المملكة المتحدة - 26 سبتمبر 1971 بكولشيستر في المملكة المتحدة) هو لاعب كرة قدم بريطاني (وحمل سابقاً جنسية المملكة المتحدة لبريطانيا العظمى وأيرلندا) في مركز مهاجم داخلي. شارك مع منتخب إنجلترا لكرة القدم. أما مع النوادي، فقد لعب مع وست هام يونايتد وClapton F.C. ‏.

## وصلات خارجية
- ـستان إيرل على موقع ناشيونال فوتبول تيمز (الإنجليزية)